# کفچه‌نوک نوک‌زرد
کفچه‌نوک نوک‌زرد (نام علمی: Platalea flavipes) نام یک گونه از سرده کفچه‌نوک است.